# Ungarische Beachhandball-Nationalmannschaft der Junioren
Die ungarische Beachhandball-Nationalmannschaft der Junioren repräsentiert den ungarischen Handball-Verband in der Altersklasse der Junioren (U 19) als Auswahlmannschaft auf internationaler Ebene bei Länderspielen im Beachhandball gegen Mannschaften anderer nationaler Verbände. Sie steht damit zwischen der Nationalmannschaft der männlichen Jugend sowie der A-Nationalmannschaft. Das weibliche Pendant ist die Ungarische Beachhandball-Nationalmannschaft der Juniorinnen. Den Kader nominiert der Nationaltrainer.

## Geschichte
Die Nationalmannschaft wurde zu Beginn der 2010er Jahre gegründet und nahm im Rahmen der Junioreneuropameisterschaften 2013 erstmals an einer internationalen Meisterschaft teil, doch schon die noch als Jugendeuropameisterschaften ausgetragenen Titelkämpfe 2011 wurden als U-19-Turnier durchgeführt. Die ungarische Mannschaft konnte bislang einen der drei Wettbewerbe in dieser Altersklasse für sich entscheiden. Weltmeisterschaften gab es noch nicht.

## Trainer
| Cheftrainer - 2008–2016: Péter Somogyi | Co-Trainer - 2008–2015: Zoltán Pinizsi |

## Teilnahmen
Junioren-Europameisterschaften
- 2011: 6.
- 2013: 1.
- 2015: 4.

- EM 2011[1]: Roland Borgulya • Máté Dénes • György Ignácz • Zénó Korondi • Máté Milovits • Ádám Róth • Adorján Sápi • Ádám Szöllősi • Balázs Tihaméri • Sándor Varga
- EM 2013[2]: Balázs Csuka • Mihály Fehér • Tamás Fehér • Norbert Gyene • Péter Hajdú • Bence Kiss • Attila Kun • Zalán Tihaméri • Patrik Vizes • Bence Zakics
- EM 2015[3]: Gergő Babiczky • Ádám Balogh (TW) • Bence Fodor • Balázs Glózik • Péter Hollós • Norbert Jóga • Márk Kovács • Dávid Pádár • Zalán Tihaméri • Péter Valler

## Einzelbelege
1. ↑  European Handball Federation - 2011 Men's ECh Beach Handball 19 / Final Tournament. Abgerufen am 17. November 2020 (englisch).
2. ↑  European Handball Federation - 2013 Men's ECh Beach Handball 19 / Final Tournament. Abgerufen am 17. November 2020 (englisch).
3. ↑  European Handball Federation - 2015 Men's ECh Beach Handball 19 / Final Tournament. Abgerufen am 17. November 2020 (englisch).